# Chakali (Volk)
Die Chakali sind ein Volk in Ghana. 
Das Siedlungsgebiet liegt in der Nähe von Wa, die größte Ortschaft im Siedlungsgebiet heißt Ducie. Dieser Ethnie werden 6.000 bis 6.400 Menschen zugerechnet. Die Angehörigen dieser Volksgruppe gehören im Wesentlichen den traditionellen Religionen an, schätzungsweise weniger als 1 % sind Christen.
Ihre Muttersprache ist das Chakali.